# 富山市会社役員夫婦放火殺人事件
富山市会社役員夫婦放火殺人事件（とやましかいしゃやくいんふうふほうかさつじんじけん）とは、2010年（平成22年）4月20日に富山県富山市大泉1520番地1のビルで発生した現住建造物等放火・殺人事件。
富山県警察による事件名称は富山市大泉地内における夫婦殺人・放火事件。事件から2年8か月後の2012年（平成24年）に、富山県警の男性警察官X（当時は警部補）が本事件の被疑者として逮捕された。Xは翌2013年（平成25年）に富山県警から懲戒免職処分を受けたが、富山地検は嫌疑不十分を理由に、Xを不起訴処分とした。同年10月17日には警察庁により、捜査特別報奨金事件に指定されたが、2021年（令和3年）4月時点でも未解決のままである。

## 概要
2010年4月20日12時25分ごろ、富山県富山市大泉1520番地1にあった3階建てビルの2階部分で火災が起きているという旨の119番通報があり、鎮火後、焼け跡の寝室から男性A（当時79歳）と、Aの妻である女性B（当時74歳）の夫婦が遺体で発見された。事件発生を受け、富山県警察は現場の状況から本事件を殺人事件と断定し、富山中央警察署に捜査本部を設置した。
近隣の住民によると、被害者夫婦は数年前に現場となったビルを買い取り、2人で暮らしていた。被害者Aは貸金業や、不動産業など複数の事業を手掛けていた。
富山県警の調べによると、Bの遺体には首を絞められた痕があり、Aも首を圧迫されたことによる窒息死であることがわかった。2人の死亡時刻は正午ごろとされ、首を絞められたあと、放火されたものとみている。その後、本事件は富山県警により、富山県内で初めて私的懸賞金（上限300万円）が支払われる事件に指定され、富山県警が情報提供を呼びかけていた。

## 被疑者の逮捕
2010年6月、『週刊文春』（文藝春秋）編集部に対し、犯行声明文を記録したCD-Rと、1枚の手書き現場見取り図が送付された。それを把握した富山県警は、週刊文春に対し任意提出を求めたが、文春側は取材源の秘匿を理由に拒否していた。しかし、約2年間の交渉の末、文春側が「令状があれば資料を提供する」と態度を軟化したため、2012年（平成24年）8月1日、県警は差し押さえ令状によりCD-Rを押収。中には動機や困窮した現状について記されており、「格差社会のゆがみにはまり、憎悪を増幅させてしまったいきさつについて手記として書き記したい」「私の生活は困窮している。私のやり遂げなければならないことにもお金がかかる」などと金銭を要求するものだった。見取り図は犯人または警察および消防の一部しか知りえない情報であった。
またCD-Rを解析する過程で、文書作成者として、被害者の知人だった富山県警の男性警部補X（逮捕当時54歳：高岡警察署留置管理係長）の名前がローマ字で残されていたことが判明し、捜査機関はXに嫌疑を向けた。同年10月31日、富山県警はXを、覚醒剤取締法違反事件の捜査情報を知人男性に漏らしたとして、地方公務員法違反（守秘義務）容疑で逮捕。同事件についてはその後、不起訴処分となったが、県警は11月21日に別の捜査情報漏洩事件について、Xを地方公務員法違反（守秘義務）で再逮捕した。
同年12月22日、富山県警は本事件の殺人・現住建造物等放火・死体損壊の各容疑で、被疑者Xを逮捕した。Xは当初、本事件の容疑を認め、「被害者と話していたら電話がかかってきた」と供述しており、出火する数十分前に被害者宅に電話がかかった事実があったことから秘密の暴露と判断されていた。
また、Xの余罪として2件の親族間窃盗容疑が浮上。事件現場にはXの懐中電灯が遺留していたが、Xは「車上狙いに遭って盗まれた」と虚偽の届けをしていた。2012年の捜査の過程で窃盗事件への関与が発覚したが、親族間窃盗は告訴がなければ起訴できず、親族が告訴しなかったため、窃盗事件については不起訴処分となった。

## 不起訴
Xは当初は容疑を認めていたが、起訴の可否を判断する段階で以下の不可解な点があった。富山地方検察庁により、2013年（平成25年）1月11日から刑事責任能力を調べるために鑑定留置されたが、勾留期限の同年5月21日に処分保留となり、同年7月24日付で、富山地検により「複数の疑問点がある」として、嫌疑不十分で不起訴処分となった。
- 週刊文春へ送ったCD-Rの作成時期についてXは「6月上旬」と供述しているが、実際の記録は「5月12日」であり、「1ヶ月」のズレがあること
- 週刊文春へ送ったCD-Rの作成時期に記録されている「5月12日」はXは当時の所属だった高岡署留置管理課で勤務していてアリバイがあること
- 週刊文春へ送ったCD-Rの文書ソフトのバージョンがXが使用したと説明したノートパソコンのものと異なること
- XのノートパソコンにCD-Rに絡む文章を作成した痕跡がなかったこと
- Xは「夫婦の首をひもで絞めた」と供述したが、法医学者の一部が手で絞めた扼殺の可能性を指摘していること
- 事件前後に通ったという道路の防犯カメラにXが映っていないこと
- Xの供述では凶器や財布を川に捨てたとあるが、現場を捜索しても凶器や財布が見つからないこと
- 動機について「30年以上前からの付き合いの積み重ねでやった。被害者により、（2005年に死亡した）父親のことをバカにされた」と供述している[6]が、裏付けが取れないこと
- 2013年5月の処分保留以降「自分がやったのか分からない」とXの供述が曖昧になったこと[6]

Xは殺人容疑とは別に、知人に捜査情報を漏らした地方公務員法（守秘義務）違反で2012年12月7日に起訴され、2013年7月25日に富山地方裁判所（田中聖浩裁判長）で懲役1年・執行猶予4年（求刑：懲役1年）の有罪判決を言い渡された。同日、被告人Xは富山拘置所から釈放され、記者会見で「不起訴処分は待ち望んだ決定だが、嫌疑を掛けられたことだけでも反省しなければならない」と述べた。一方、富山県警は鑑定留置中の同年3月25日付で、Xに懲戒免職処分を下した。
被害者の遺族は事件発覚直後の捜査段階の早期においてXのアリバイが調べられなかったこと、週刊文春が所有する犯人から送られてきたCD-Rについて早期に令状で押収しなかったことに不信感を持っている。2013年8月2日、不起訴処分を不当だとして富山検察審査会に審査を申し立てた。2014年（平成26年）7月17日付で富山検察審査会は不起訴相当を議決した。議決書では「事件の約3時間後にXが21万円を現金自動預払機に入金していた」とする証拠が初めて明らかになったが、被害者の財布に入っていた金額が不明であるために事件との関連を示すことはできないとされて「犯人性を裏付ける証拠とはならない」と結論付けられ、「何らかの形で犯行に関与したのではないかという疑問は最後まで残る」と疑念も示した上で「直接証拠は見当たらず、自白を裏付ける証拠も見当たらない」とした。7月18日の昼に議決書が公表されたが、朝の段階で北日本新聞が「起訴相当には至らなかった」旨の記事を掲載しており、富山県検察審査協会連合会が北日本新聞社社長や検審関係者らを検察審査会法違反容疑（漏洩違反容疑）で富山県警に告発したが、2015年1月に「警察側から求められた証拠が出せない」として告発を撤回する方針を明らかにした。
警察庁は2013年10月17日付で、本事件を警察庁捜査特別報奨金事件に指定し、事件解決につながる有力情報を提供した人物に対し、遺族による謝礼金と併せて上限額1,000万円の懸賞金を支払うことを決めた。